# Desa Pangkalanjati Baru
Desa Pangkalanjati Baru är en administrativ by i Indonesien.   Den ligger i provinsen Jawa Barat, i den västra delen av landet. Huvudstaden Jakarta ligger i Desa Pangkalanjati Baru.